# Рум, Мохаммад
Мохаммад Рум (индон. Mohammad Roem; МФА: moˈhamad ˈrʊm; 1908—1983) — индонезийский политический деятель. Министр иностранных дел Индонезии (1950—1951), министр внутренних дел Индонезии (1946—1947, 1947—1948, 1952—1953). Член партии Машуми.

## Ранние годы жизни
Мохаммад Рум родился 16 мая 1908 года в деревне Паракан, округ Темангунг, Центральная Ява в семье Дулкарнаена Джойосасмито (индон. Dulkarnaen Djojosasmito) и его жены Сити Тарбийя (индон. Siti Tarbijah). После того, как в Паракане произошла вспышка холеры, чумы и гриппа, семья Рума переехала в Пекалонган..

## Образование
В 1915 году Рум поступил в народную школу (нидерл. Volksschool), а два года спустя продолжил обучение в нидерландской школе для коренного населения (нидерл. Hollandse Inlandsche School), которую окончил в 1924 году. После сдачи государственных экзаменов он получил стипендию на учёбу в Школе для обучения врачей из числа коренных жителей (нидерл. School tot Opleiding van Inlandsche Artsen, STOVIA). Окончив STOVIA в 1927 году, поступил в общую среднюю школу (нидерл. Algemeene Middelbare School) и окончил её в 1930 году. В 1932 году, После провала попытки поступления в медицинский колледж, начал обучение в правовой средней школе (нидерл. Rechts Hoogeschool) и окончил её в 1939 году, получив степень магистра права.

## Карьера
Принимал активное участие в деятельности нескольких националистических организаций — таких как Ассоциация молодых мусульман (нидерл. Jong Islamieten Bond) (с 1924 года) и Сарекат Ислам (с 1925 года). Во время войны за независимость входил в состав индонезийских делегаций при заключении Лингаджатского и Ренвилльского соглашений, возглавлял индонезийскую делегацию при подписании соглашений, завершивших войну за независимость и известных как соглашения Рума - Ван Ройена.
Был министром внутренних дел в третьем кабинете Шарира, министром иностранных дел в кабинете Натсира, министром внутренних дел во втором кабинете Амира Шарифуддина и в кабинете Вилопо, а также вице-премьером во втором кабинете Али Састроамиджойо.
Мохаммад Рум скончался 24 сентября 1983 года в Джакарте от болезни лёгких.

## Семья
В 1932 году Мохаммад Рум женился на Маркисе Дахиле (индон. Markisah Dahlia) и имел от неё двоих детей — сына Румосо (индон. Roemoso; род. 1933) и дочь Румейсу (индон. Rumeisa; род. 1939).